# Pholeomyia excelsior
Pholeomyia excelsior är en tvåvingeart som först beskrevs av Becker 1907.  Pholeomyia excelsior ingår i släktet Pholeomyia och familjen sprickflugor.
Artens utbredningsområde är Bolivia. Inga underarter finns listade i Catalogue of Life.